# NAVAREA
NAVAREA - це морські географічні райони, в яких різні уряди відповідають за навігацію та попередження про погоду.

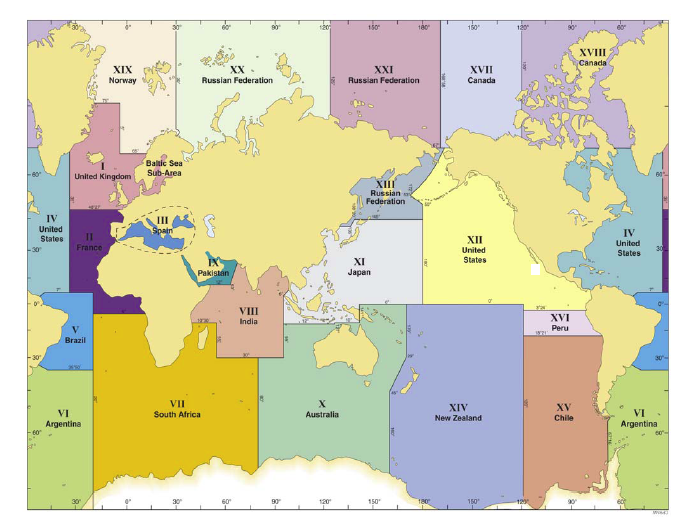
Карта всіх NAVAREA

NAVAREA згадуються в резолюції Асамблеї Міжнародної морської організації А.706 (17), прийнятій 6 листопада 1991 року.
У публікації Міжнародної гідрографічної організації S-53 є документ під назвою "Всесвітня служба навігаційних попереджень - Керівний документ", який стосується NAVAREA. 
Чорне і Азовське моря відносяться до іспанської сфери відповідальності, згідно NAVAREA.